# Zetelaka község
Zetelaka község (románul: Comuna Zetea) község Hargita megyében, Romániában. Központja Zetelaka, beosztott falvai Deság, Ivó, Küküllőmező, Sikaszó, Zeteváralja.

## Népessége
A 2011-es népszámlálás adatai alapján a község népessége 5643 fő volt.